# Điện Mặt Trời BCG Băng Dương
Điện Mặt Trời BCG Băng Dương hay Điện Mặt Trời BCG-CME Long An 1 là nhà máy điện Mặt Trời xây dựng trên vùng đất xã Thạnh An huyện Thạnh Hóa tỉnh Long An, Việt Nam.
Nhà máy có công suất lắp máy 40,6 MW, khởi công tháng 9 năm 2018, hoàn thành tháng 6 năm 2019 . Dự án xây dựng trên diện tích 50,2 ha, sản lượng điện năng hàng năm tối đa khoảng 60 triệu kWh.
Đặc biệt, các tấm pin Mặt Trời loại đa tinh thể polyc-Si được sử dụng, có ưu điểm vượt trội với hiệu suất biến đổi hơn 18,1%, cao hơn so với mức quy định chất lượng phổ biến hiện là 16%.